# Kedaton (Pagar Gunung)
Kedaton is een bestuurslaag in het regentschap Lahat van de provincie Zuid-Sumatra, Indonesië. Kedaton telt 855 inwoners (volkstelling 2010).